# Camila Alves
Camila Alves McConaughey, née le 28 janvier 1982 à Itambacuri au Brésil, est une mannequin et une styliste américaine (depuis 2015) d'origine brésilienne.

## Biographie
Camila Alves est née à Itambacuri ou Belo Horizonte au Brésil le 28 janvier 1982. 
À l'âge de 15 ans, elle déménage aux États-Unis. À 19 ans, elle se rend à New York pour devenir mannequin.
En 2010, elle est l'hôte de la troisième saison de l'émission de téléréalité Top coiffure (Shear Genius en version originale). En avril 2012, elle devient la nouvelle figure pour la ligne de vêtements I.N.C. International Concepts de Macy's. 
Alves et sa mère font le design de la ligne de sacs à main Muxo, développant leur concept après trois années d'expérimentations dans les domaines du style et du design styles. 
En janvier 2016, elle lance le site web Women of Today, qui lui sert de hub pour tous ses réseaux sociaux : le programme de vidéos en Camila's Code, et des posts de blogs sur la nourriture, la santé, le style et le design intérieur, la famille et la vie professionnelle. Alves est la copropriétaire de la société d'alimentation bio Yummy Spoonfuls, qui lance sa ligne de produits pour bébés dans la gamme des produits surgelés de Target en 2016.
Elle anime  avec Eddie Jackson (chef) (en), la première saison de  Kids BBQ Championship (en),  une compétition de  Food Network, diffusée en 2016.

## Philanthropie
Alves et McConaughey fondent la Just Keep Livin' Foundation en 2010,. La fondation dispose d'un partenariat avec la marque de mode Veronica Beard en 2019.
En mai 2020, durant la Pandémie de Covid-19 McConaughey et Alves distribuent plus de 100,000  masques faciaux aux hôpitaux du Texas.

## Vie privée

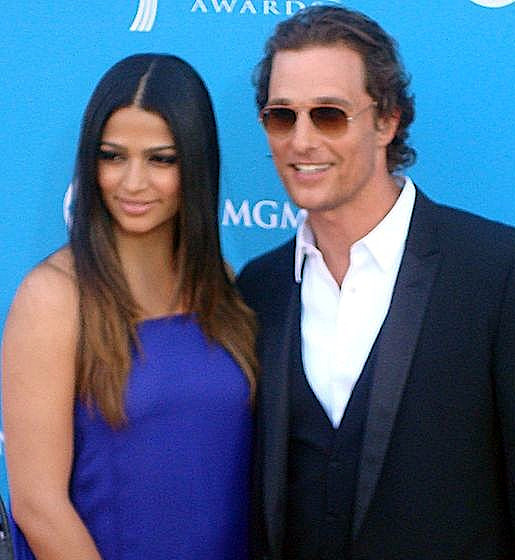
McConaughey et Alves en 2010

Elle rencontre l'acteur Matthew McConaughey en 2006 et se fiance avec lui le jour de Noël en 2011 puis se marie le 9 juin 2012 à Austin. Le couple a trois enfants, un fils né en juillet 2008, une fille née en janvier 2010 et un autre fils né en décembre 2012.
En 2021, McConaughey annonce que sa rencontre avec Alves l'a incité à arrêter de jouer dans des comédies romantiques.
Le 4 août 2015, Alves devient citoyenne américaine au cours de la même cérémonie de naturalisation que l'actrice britannique Emily Blunt.